# Đại học Kỵ Nam
Đại học Kỵ Nam (JNU, tiếng Trung: 暨南大学; bính âm: Jìnán Dàxué) là một trường đại học nghiên cứu công lập tại Quảng Châu, Trung Quốc. "Kỵ Nam" có nghĩa là "hướng về phía nam", cho thấy sứ mệnh ban đầu của trường đại học là truyền bá việc học và văn hóa Trung Quốc từ Bắc vào Nam khi trường được thành lập vào năm 1906 tại Nam Kinh. Đây là trường đại học đầu tiên của Trung Quốc tuyển dụng sinh viên nước ngoài và là một trong những trường đại học có số lượng sinh viên quốc tế lớn nhất tại Trung Quốc.